# マイケル・コリンズ (映画)
『マイケル・コリンズ』（Michael Collins）は、1996年製作の映画。イギリス・アイルランド・アメリカの合作となっている。
アイルランドの独立運動家であるマイケル・コリンズの生涯を描いている。2005年時点でアイルランド本国では第2位、アイルランド制作の映画に限ると第1位の興行収入を記録している。主演はリーアム・ニーソン、監督は『クライング・ゲーム』のニール・ジョーダン。ヴェネツィア国際映画祭の金獅子賞を受賞した。

## ストーリー
1916年イギリスからの独立を目指したイースター蜂起の中でマイケル・コリンズ（リーアム・ニーソン）は中央郵便局でイギリス軍と交戦していた。その中にエイモン・デ・ヴァレラ（アラン・リックマン）もいた。捕らえられた首謀者達はキルメイナム刑務所で処刑され、蜂起は失敗に終わる。
刑期を終えたコリンズは、親友のハリー・ボランド（エイダン・クイン）と共に、ゲリラ戦で統治側である警察を悩ませ、リーダーとして頭角を現して行く。抵抗活動で怪我をしたコリンズは、キティ（ジュリア・ロバーツ）に出会う。ダブリン市警察のブロイ（スティーヴン・レイ）から内部情報を得て抵抗を続ける中、イギリスからソームズ（チャールズ・ダンス）が新たに派遣され、抵抗組織（IRA）への締め付けを強めて行く。コリンズはカイロ・ギャングと通称されるMI5のスパイ網のメンバーを次々と暗殺していくが、クローク・パークでは警察部隊ブラック・アンド・タンズにより一般市民が無差別に殺される（血の日曜日事件）。
刑務所から助けられたデ・ヴァレラは、ボランドと共にアメリカ合衆国大統領に支援を求めに行く。交渉は失敗に終わり、ゲリラ戦では政治的サポートが得られないと、通常戦でカスタム・ハウスを攻撃するが、攻撃は失敗し、IRA側に多くの犠牲が出る。デ・ヴァレラに説得され、コリンズはイギリスとの交渉団に参加し、英愛条約が調印される。
1922年、英愛条約は議論の末、議会で批准されるが、条約の内容に同意できないデ・ヴァレラは議会を去り、ボランドもコリンズを離れる。アイルランド自由国が誕生し、ダブリン城でイギリスからの主権の引継が行われる。アイルランド総督に「君は7分遅刻だ」と咎められると「あなたたちは700年も待たせたのだから7分くらい待てるだろう」という。国民投票では批准賛成が多数派を占めるが、これに不満を抱いた反対派は武装してフォー・コーツを占拠。自由国軍はフォー・コーツに籠城する反対派IRAに向けて砲撃し（ダブリンの戦い）、内戦へと発展して行く。内戦では、共に戦って来たアイルランド人の両派に多大な犠牲が出る。コリンズは内戦を終わらせるべく、デ・ヴァレラに会いに故郷のコークに向かう。キティはダブリンでコリンズの帰りを待っていた。

## キャスト
※括弧内は日本語吹替
- マイケル・コリンズ - リーアム・ニーソン（大塚明夫）
- ハリー・ボランド（英語版、アイルランド語版） - エイダン・クイン（田中正彦）
- エイモン・デ・ヴァレラ - アラン・リックマン（小川真司）
- キティ・キアーナン（英語版） - ジュリア・ロバーツ（勝生真沙子）
- ネッド・ブロイ（英語版） - スティーヴン・レイ（仲野裕）
- ジョー・オライリー - イアン・ハート（牛山茂）
- ソームズ - チャールズ・ダンス
- スミス - ショーン・マッギンレイ
- パトリック・ピアース - ジョン・ケニー
- リアム・トビン - ブレンダン・グリーソン
- カハル・ブルハ - ジェラルド・マクソーリー
- 暗殺者 - ジョナサン・リース＝マイヤーズ

## 制作
コリンズを題材とした映画の企画は1990年代から練られ、当初はガブリエル・バーンを主演としてマイケル・チミノが脚本を書いていたが、予算上の理由でチミノは解雇された。また、ニール・ジョーダンによると、ケビン・コスナーも企画に興味を抱いていたという。最終的にはジョーダンが監督に起用され、アイルランドとアメリカが共同制作することになった。制作費は2,500万ドルとなり、これはアイルランド映画委員会の年間予算の10〜12%に相当する高額な作品となった。音楽はエリオット・ゴールデンサールによって作曲され、シネイド・オコナーによるアイリッシュ・トラッドの歌も3曲提供されている。
映画はIRA暫定派の休戦破棄の影響を受けて公開が延期され、ロブ・フリードマンは英愛条約の締結交渉を意図的に軽視する目的で、エンディングをコリンズとキティのラブロマンスに差し替えるように圧力をかけている。

## 評価
本作は概ね高評価を得たが、史実と異なる描写が多い点については批判を受けた。ジョーダンはこのような批判に対して、「完全に現実通りというわけではない、1916年から1922年にかけてのアイルランド史を知らない世界中の観客が理解できるようなストーリーを2時間内で説明する必要があった」とコメントしている。